# Deutsche Flugzeug-Werke

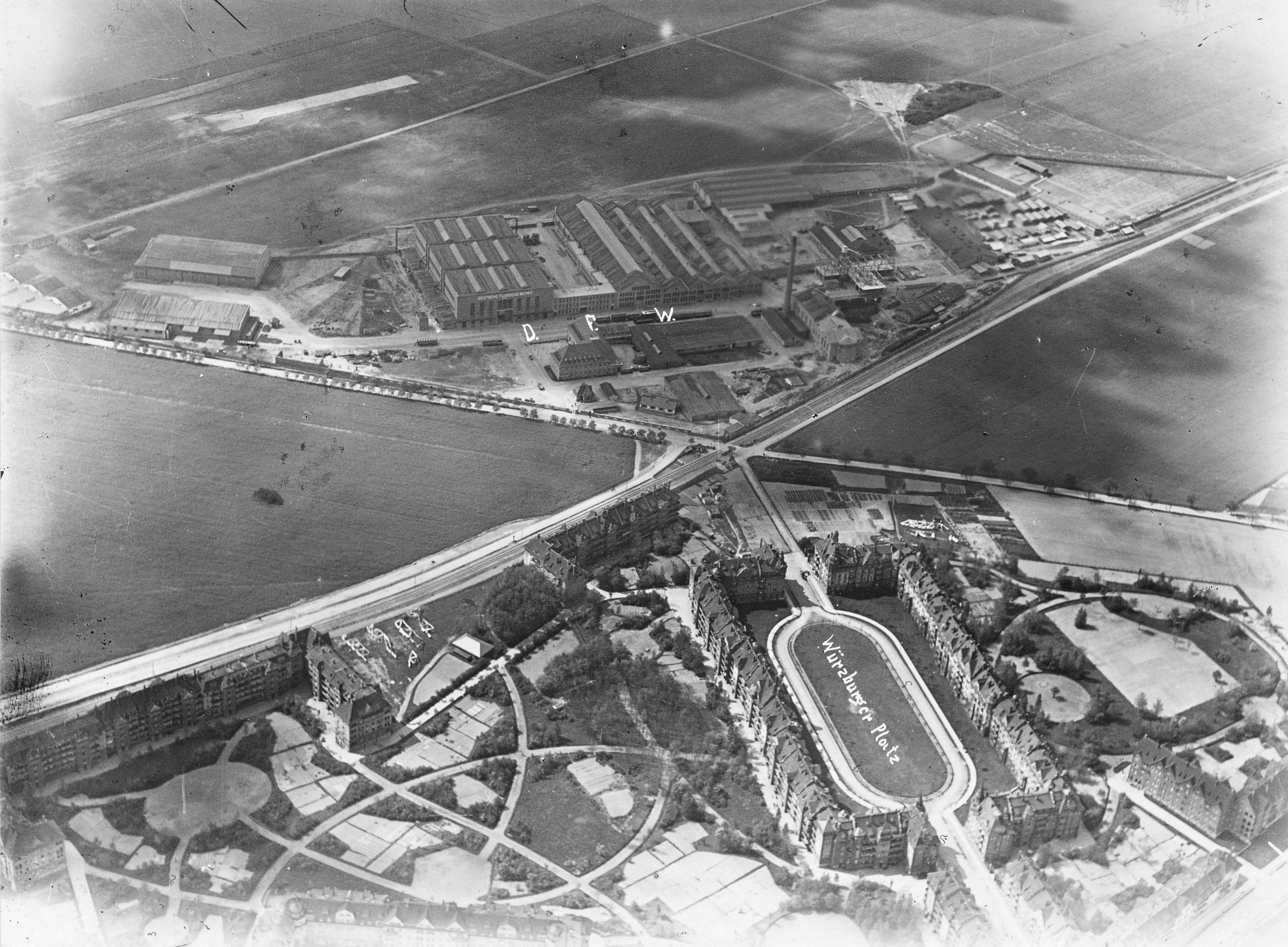
L'usine II de la DFW, à Kleinzschocher au sud-ouest de Leipzig, dans les années 1920.

La Deutsche Flugzeug-Werke, plus connu par son abréviation DFW, était un constructeur aéronautique allemand du début du XXe siècle. L'entreprise est fondée par Bernhard Meyer et Erich Thiele à Lindenthal (au nord-ouest de Leipzig) en mars 1911 sous le nom de Sächsische Flugzeug-Werke, d'abord pour monter sous licence des avions Farman, puis des Etrich Taube et finalement des modèles spécifiques, le premier étant le DFW Mars en 1913.
Pendant la Première Guerre mondiale, la DFW bénéficie des larges commandes de la Luftstreitkräfte (aviation allemande) et des KuK Luftfahrtruppen (aviation austro-hongroise) : son modèle le plus produit, le DFW C.V de reconnaissance, a été construit à plusieurs milliers d'exemplaires, y compris sous licence par Aviatik (à Mulhouse, puis Fribourg-en-Brisgau et enfin Heiterblick au nord-est de Leipzig). La firme assemble d'autres avions de reconnaissance, les DFW T 25 et DFW B.I en 1914, le DFW B.II en 1915, les DFW C.I et DFW C.II en 1915, DFW C.IV et DFW C.V en 1916, DFW C.VI et DFW C.VII en 1918 ; des chasseurs, les DFW T 28 Floh en 1915, DFW D.I en 1916, DFW Dr.I en 1917 et DFW D.II en 1918 ; ainsi que des bombardiers lourds, les DFW R.I et DFW R.II en 1916, le DFW R.III (à huit moteurs) restant à l'état de projet en 1918. Tous ces avions sont équipés avec des moteurs Mercedes ou Benz.
L'Allemagne n'ayant plus le droit d'avoir une aviation militaire selon le traité de Versailles et la reconversion à des modèles civils étant difficile, la société est liquidée le 18 décembre 1919, les bâtiments repris par l'ATG (Allgemeine Transportanlagen-Gesellschaft).